# STEEP
STEEP („Steps Toward Effective and Enjoyable Parenting“ – Schritte in Richtung effiziente und genießbare Erziehung)  ist ein in den Vereinigten Staaten entwickeltes Programm der frühen Hilfen für werdende Eltern während der Schwangerschaft und für Familien mit Kindern in den ersten Lebensjahren. Ziel dieses Frühinterventionsprogramms ist die Stärkung der Eltern-Kind-Beziehung und der Interaktion.

## Inhalt des Programms
Eltern wird in Einzelberatung, Hausbesuchen, videogestützter Interaktionsanalyse und Gruppentreffen zu einem reflexiven Umgang mit den eigenen Erziehungsverhalten verholfen. Die elterliche Feinfühligkeit soll gestärkt werden und so eine sichere Bindung gefördert werden. Dabei werden Eltern auch zu einer Reflexion über Bindungserfahrungen in der eigenen Kindheit angeregt. Eine kontinuierliche, zuverlässige und vorhersehbare Begleitung der Mutter bzw. der Eltern bietet diesen eine Möglichkeit für neue Beziehungserfahrungen.
Das STEEP-Programm ist ressourcenorientiert: Der Fokus liegt auf den Stärken innerhalb der Eltern-Kind-Dyade beziehungsweise -Triade. Beispielsweise werden Situationen beim Spielen, Füttern oder Wickeln auf Video aufgenommen und erfolgreiche Handlungen aufgezeigt. So sollen Stärken herausgearbeitet werden und auf andere Situationen übertragbar werden.

## Entwicklung des Programms und wissenschaftliche Evaluierung
Das STEEP-Programm wurde in den 1980ern von Martha Erickson und Byron Egeland am Institute of Child Development, University of Minnesota entwickelt und entstand aus der „Minnesota Längsschnittstudie über Eltern und Kinder“ und beruht auf der Bindungstheorie von John Bowlby. Die Studie zeigte deutliche Auswirkungen auf kindliche und elterliche Parameter, nicht aber auf die Qualität der Mutter-Kind-Bindung, wie sie im Alter von einem Jahr des Kindes bestand. Ein Jahr später waren sichere Mutter-Kind-Bindungen in der Versuchsgruppe stabil geblieben, nicht aber in der Kontrollgruppe.
Im deutschsprachigen Raum wurde STEEP erstmals im Jahr 2000 von Erickson und Egeland vorgestellt. Dort wird es auch unter dem Namen „WiEge – Wie Elternschaft gelingt“ geführt. STEEP- (bzw. WiEge-)Programme in Hamburg und in Brandenburg zählten 2007 bis 2010 zu den durch das Nationale Zentrum Frühe Hilfen (NZFH) koordinierten Modellprojekten der Frühe Hilfen. Studienergebnissen aus Hamburg zufolge entwickelten Kinder aus wegen des jugendlichen Alters der Eltern, einer psychischen Erkrankung, sozialer Isolation oder anderer belastender Lebensumstände belasteten Familien, die am STEEP-Programm teilnahmen, weit häufiger eine sichere Bindung als Kinder aus der Vergleichsgruppe aus entsprechenden Familien, die nicht an diesem Programm teilnahmen. Außerdem entwickelten sie seltener ein desorganisiertes Bindungsverhalten, allerdings nicht in statistisch signifikantem Maß.
Die Körber-Stiftung hat STEEP im Jahr 2006 mit dem USable Ideenpreis ausgezeichnet.